# Sigenot

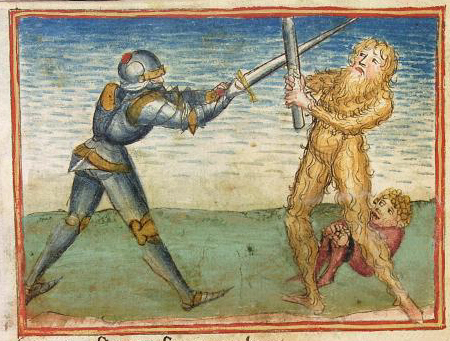
Dietrich de Berna en la lucha con el Hombre Salvaje; a los pies del Hombre Salvaje el enano Baldung. Códice del taller de Ludwig Henfflin, hacia 1470

La saga de Sigenot, originada alrededor de 1300 en la región suabo-alemánica, pertenece al ciclo de las aventuras heroicas de Teodorico de Verona o Dietrich de Berna. Describe cómo Teodorico encuentra en el bosque al gigante Sigenot que está durmiendo. Sigenot despierta y ve que se trata de Teodorico que mató a su hermano Grim. Lucha con Teodorico y le echa en una mazmorra que es un pozo de serpientes. En el bosque Sigenot encuentra también a Hildebrand, el escudero de Teodorico, y le detiene. Sin embargo, Hildebrand escapa y finalmente logra matar a Sigenot. Con la ayuda de Eggerich, el rey de los enanos, libera a Teodorico de la mazmorra. Teodorico y Hildebrand regresan a Berna.